# Festividad de la Virgen de los Desamparados

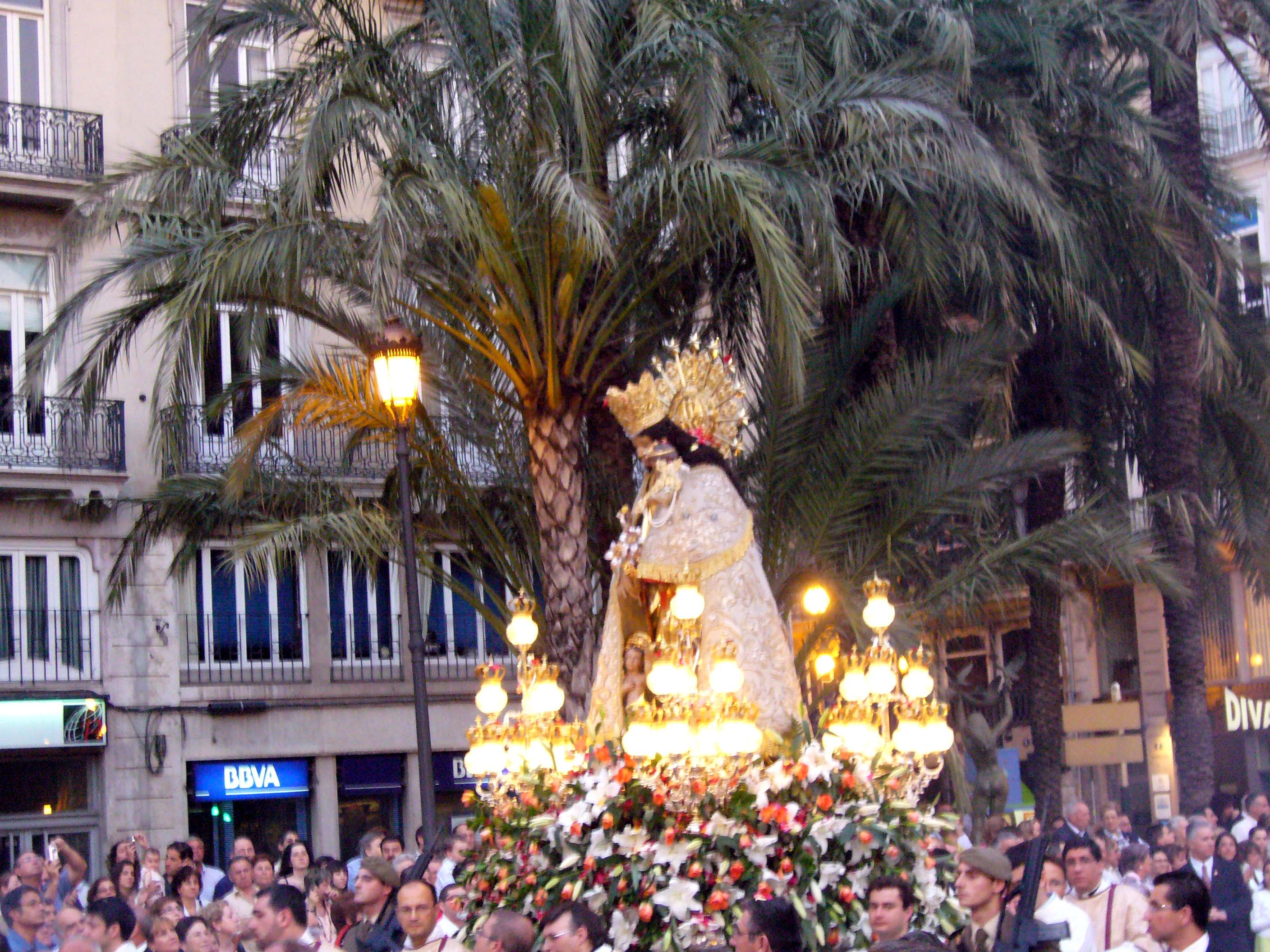
Procesión de la Virgen de los Desamparados.

La festividad de la Virgen de los Desamparados se celebra el segundo domingo de mayo en la ciudad de Valencia (España). Esta festividad cuenta con los momentos más esperados de un día especialmente emotivo, en el que miles y miles de valencianos se vuelcan para rendir homenaje a su patrona. Destacan los siguientes actos:
- Dansà a la Mare de Déu. A lo largo de los dos días previos a la festividad de la patrona (viernes y sábado, por la tarde y noche), diferentes grupos de bailes populares, tanto de adultos como de niños, bailan la dansà en la Plaza de la Virgen.
- Concierto y castillo. La noche del sábado anterior a la fiesta, la Banda Municipal de Valencia celebra un concierto en la Plaza de la Virgen en honor de la Patrona. Acto seguido, se dispara un castillo de fuegos artificiales en el antiguo cauce del río Turia.
- Missa de Descoberta. A las cinco de la mañana se descubre la venerada imagen, en la Misa de Descubierta, que rememora la antigua celebración de ésta por la mañana cuando los agricultores partían hacia el campo para emprender su jornada.
- Missa d'Infants. A las ocho, en el altar de la plaza, se celebra la Misa de Infantes, en la que canta la Coral Joan Bautista Comes (desde 1957, cantándola) acompañada por la Orquesta Sinfónica del Conservatorio Municipal José Iturbi de Valencia.[1]
- Trasllat de la Mare de Déu. A las diez y media, los valencianos inundan el recorrido desde la Basílica hasta la Catedral, en el emotivo traslado de la imagen de la Virgen. La imagen peregrina va dando tumbos entre el cariño del público y los gritos y poemas que le ofrecen.
- Missa Pontifical. Acabado el traslado, a las doce en la Catedral se celebra la solemne misa Estacional presidida por el arzobispo.
- Processó General. Ya por la tarde, a las 19 horas, bajo el color y el perfume de las flores, tiene lugar la procesión general por el itinerario de costumbre entre el barrio más antiguo de Valencia.
- Ronda a la Verge. Desde hace más de treinta años, el día siguiente a la fiesta principal, la Fundación Bancaja organiza la Ronda a la Verge en la plaza de la Virgen con la participación de la Banda Municipal de Valencia, la Escolanía de la Virgen y otros grupos de bailes regionales.

"La víspera del dia en que se celebra la fiesta de Ntra. Sra. de los Desamparados, consigió Lo Rat Penat, que se cantara la Salve valenciana, música del distinguido maestro D. Francisco Asenjo Barbieri y letra del poeta Sr. Labaila. Se ejecutó dicha obra en el grandioso templo Metropolitano, por una numerosa y selecta capilla, de la que formaba parte la de la Catedral y la Sociedad de conciertos que dirige el Sr. Valls. Esta novedad llamó tanto la atencion, que no fué bastante capaz el templo para el concurso numerosísimo que a él acudió. Mucho gustó aquella composicion musical, que tiene marcado sabor religioso y cierto aire popular de encantador efecto, que es lo más característico y nuevo de la obra.
La misma noche celebróse una sesion en honor de la excelsa patrona de Valencia, en la que se leyeron inspiradas composiciones, dedicadas todas a la Virgen. Asistió a dicho acto el canónigo de Vich, Mestre en Gay Saber, D. Jaime Collell, que vino expresamente a Valencia para la fiesta de los Desamparados; e invitado para dar a concocer alguna de sus composiciones, leyó la patriótica y valiente poesia titulada La gent del any vuit, premiada en los Juegos Florales. Tambien dió a conocer dicho señor el magnífico pasaje de la Leyenda de Montserrat, de D. Jacinto Verdaguer, referente al encuentro de la Virgen"
Almanaque de Las Provincias para 1883, pp. 139-140.

## Himno de la Virgen de los Desamparados
Durante esta misa se canta el Himno de Coronación de la Virgen de los Desamparados compuesto por Romeu, con letra escrita en valenciano por el poeta valenciano José María Juan García, que dice así:

" La Pàtria Valenciana s'ampara baix ton mant ¡Oh, Verge Sobirana des terres de Llevant! ".
La terra llevantina reviu en ta Capella en fer-vos homenage de pur i ver amor.
Puix sou la nostra Reina i vostra Image bella pareix que està voltada de màgic resplandor.
La rosa perfumada, la mística assutzena, lo seu verger formaren als peus de ton altar.
I fervorós en elles, lo valencià t´ofrena la devoció més santa que es puga professar.
En terres valencianes, la fe per Vós no mor i vostra Image Santa portem sempre en lo cor.
Salve, Reina del Cel i la Terra;
Salve, Verge dels Desamparats;
Salve, sempre adorada Patrona;

Salve, Mare del bons valencians. 